# Arrowrot

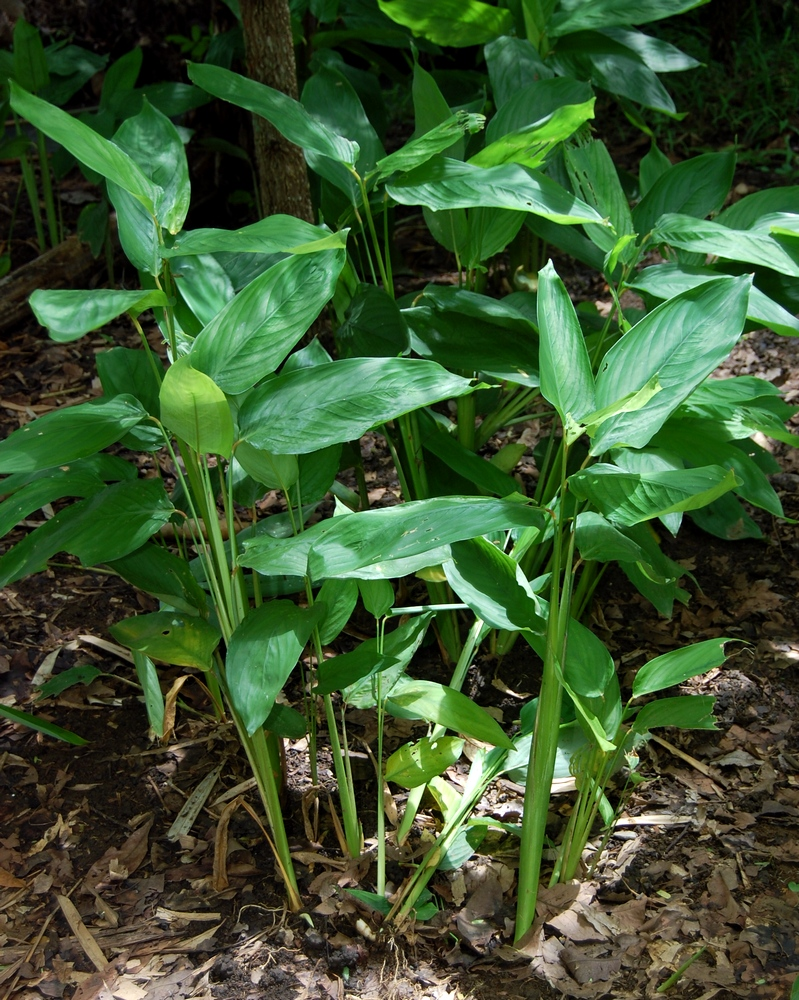
Växten Maranta arundinacea, arrowrot.

Arrowrot är ett vardagligt namn för arrowstärkelse,  också kallat arrowmjöl. Arrowstärkelse är en vit finkornig stärkelse med neutral smak som kan användas inom matlagning som redning eller förtjockningsmedel. Arrowstärkelse framställs framförallt ur rotknölar från Maranta arundinacea (synonym: Maranta indica), en flerårig ört med ursprung från tropiska Amerika och historiskt odlad framförallt i Västindien, men också i Ostindien. Denna växt, som inte odlas i Sverige, kallas på svenska också arrowrot.
En liknande stärkelse går att framställa även från vissa andra tropiska växtarters rotknölar. Denna kan också säljas under namnet arrowrot, även om rotknölen av Maranta arundinacea setts som råvaran för äkta arrowstärkelse. Några exempel på sådana växter är maniok (Manihot esculenta), som ibland går under namnet "brasiliansk arrowrot", och flera arter i släktet Curcuma (gurkmejasläktet) som ibland kallas "ostindisk arrowrot". Benämningen "arrowrot" kan i ibland ses som ett samlingsnamn för dessa rotknölar och för flera slags stärkelse, även om Maranta arundinacea är den vanligast ursprungsroten.

## Beredning

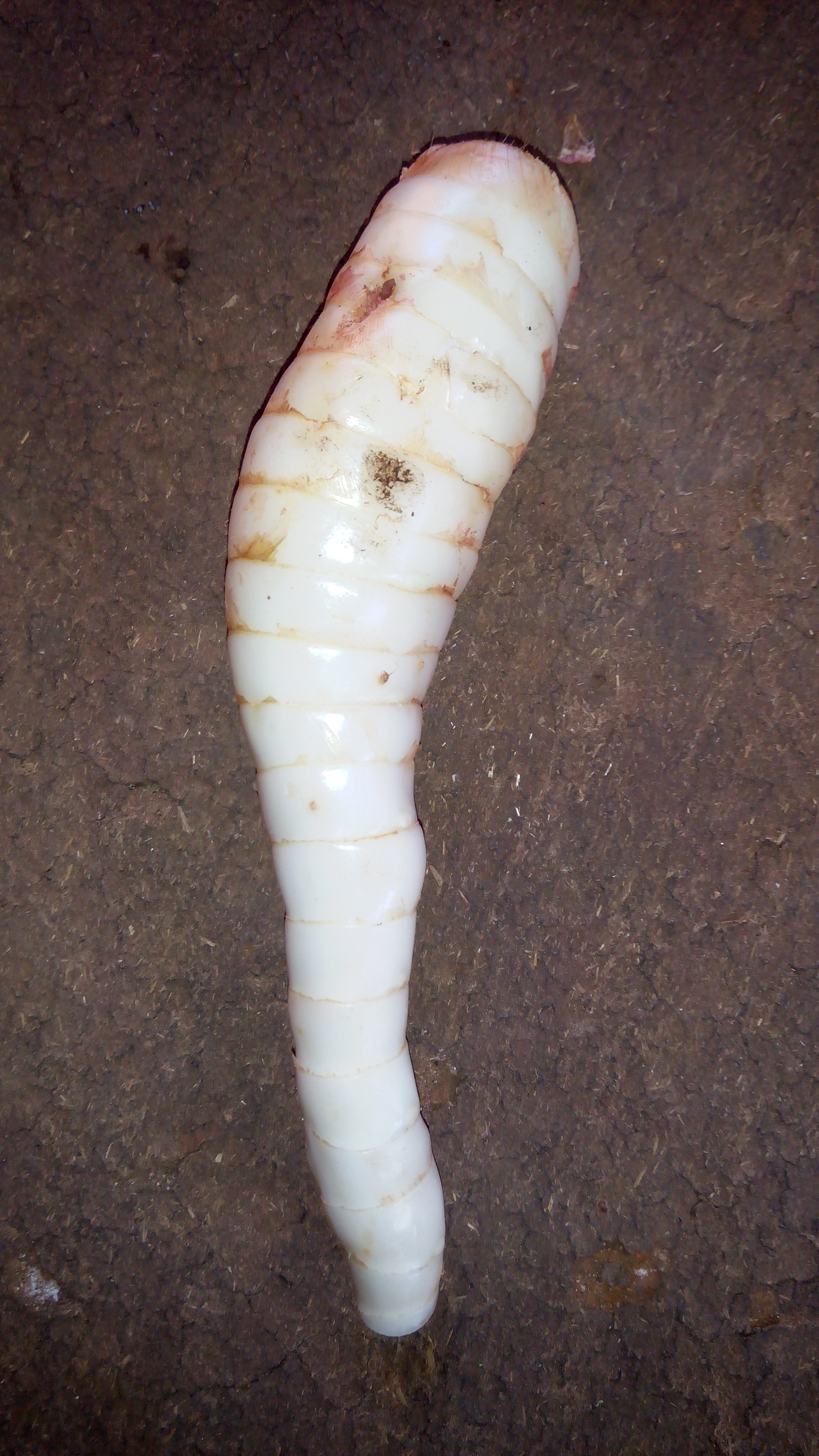
Rotknöl av Maranta arundinacea.

Arrowstärkelsen bereds i flera steg. I korthet innefattar beredningen att tvätta, skala och mala sönder rotknölarna för att därefter blanda upp massan med vatten och sila den, vid traditionell manuell beredning vanligen genom att pressa ut en stor del av vattnet genom ett tygstycke. Den grötliknande klump med separerad stärkelse som blir kvar torkas och mals sedan till ett finkornigt "mjöl". Processen är vid traditionell manuell beredning både tids- och arbetskrävande i förhållande till utfall och i kommersiell odling numera vanligen delvis mekaniserad. När det gäller Maranta arundinacea, äkta arrowrot, är utfallet av stärkelse sett till massa (kg) cirka 10-20%. Odlingen tar 6-12 månader från plantering till skörd.

## Egenskaper och användning
Arrowstärkelse är ett vitt lukt- och smaklöst "mjöl" som är mer eller mindre sammanhängande i små klumpar, vars storlek är som mest motsvarande en ärta. Dessa klumpar kan man trycka samman med fingrarna och då hörs ett sakta knakande ljud. 

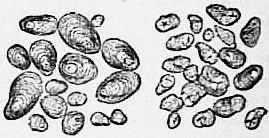
En jämförelse av stärkelsekorn, potatis till vänster och arrowrot till höger.

Studerar man detta "arrowmjöl" under mikroskop ser man att det består av nästan runda och brett, eller oregelbundet, äggformiga celler som, blötta i vatten, består av koncentriska lager kring en liten stjärnformigt sprucken centralhåla. 
Arrowstärkelsens korn sväller i vatten vid + 70°. Detta i kombination med att arrowstärkelsen är lukt- och smaklös och gör den till en utmärkt stärkelse i matlagning när en stärkelse med neutrala smakegenskaper önskas. 
Arrowstärkelse ger en klar redning.  
Arrowstärkelse består till största delen av kolhydrater och innehåller väldigt lite protein och fett. Den är lättsmält och sågs förr som närande, det senare dock oriktigt, då modernare vetenskap har visat att den snarare är näringsfattig.
Arrowstärkelsen är glutenfri och kan ersätta vetemjöl vid till exempel mjölredning av såser.
Med arrowrot istället för vetemjöl vid redning av såser riskerar man inte att få en mjölsmak på såsen ifall man använder för mycket. Användning av arrowrot istället för vetemjölsredning gör också att såsen behåller sin klarhet, vilket är viktigt exempelvis när man gör rödvinssås (vetemjölsredning ger en grumligare redning).

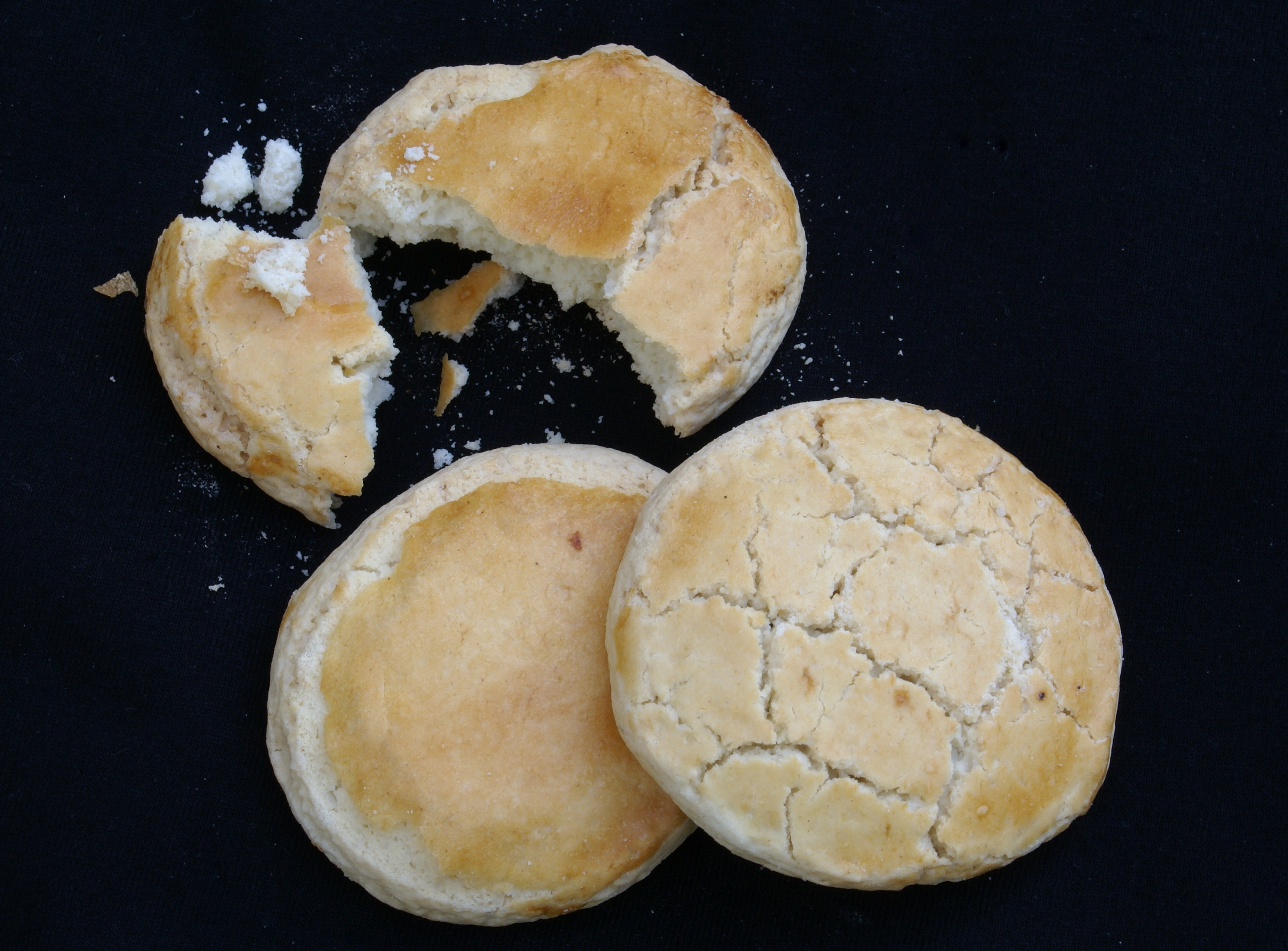
Bonbon la rouroute, ett traditionellt bakverk på ön Réunion, bakat med arrowrot (Maranta arundinacea).

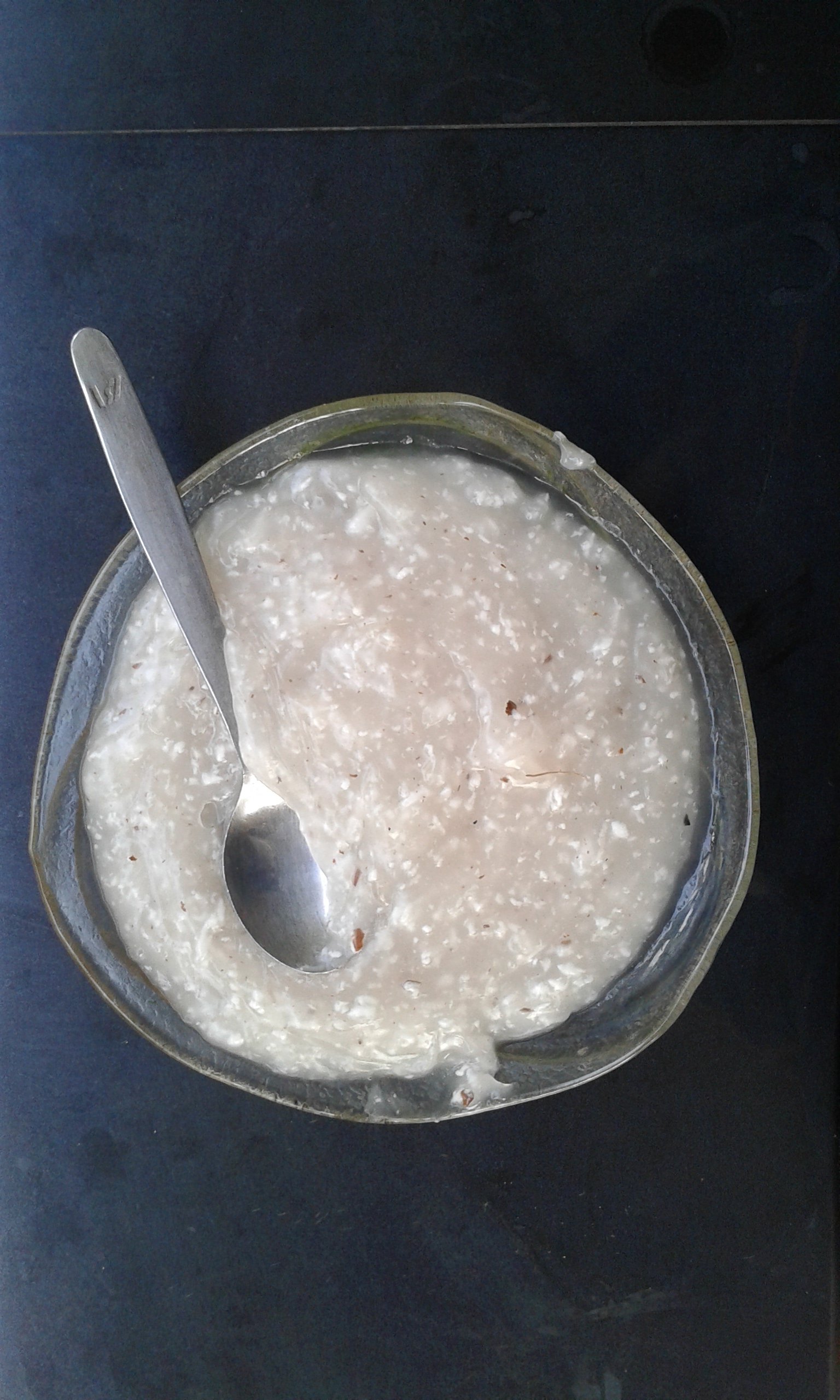
En redning med arrowstärkelse för att göra helva, en sorts konfektyr.

## Namn

### Västindisk arrowrot
Med "västindisk arrowrot" eller "västindisk arrow" avses stärkelse erhållen från Maranta arundinacea, också kallad "äkta arrowrot", från Västindien eller i en bredare mening Maranta-arter hemmahörande i Central- och Sydamerika. Andra namn med koppling till västindisk arrowrot är marantastärkelse, marantaarrowrot, Bermuda-arrowrot, St Vincent-arrowrot och Jamaica-arrowrot. Maranta arundinacea tros ha odlats i Central- och Sydamerika i 5000-7000 år och blev under kolonialtiden känd i Europa framförallt från Västindien, där många plantager då startades, därav namnet västindisk arrowrot. Stärkelsen var en viktig exportartikel, inte minst till Europa, och den bästa arrowstärkelsen ansågs länge komma från Bermuda och St Vincent. Arrowstärkelsen blev populär i Europa under 1700-talet och början av 1800-talet. Mot slutet av 1800-talet minskade efterfrågan och vid början av 1900-talet hade många plantager övergått till att odla kakao och odlingen av arrowrot minskade och flyttade delvis från Västindien till Asien och Afrika. Ön St Vincent står fortfarande för en stor del av den sammanlagda odlingen av arrowrot i världen. Kina och Brasilien är andra länder som idag är stora producenter av arrowrot.

### Ostindisk arrowrot
Med "ostindisk arrowrot" eller "ostindisk arrow" avses stärkelse erhållen från flera olika arter av släktet Curcuma, hemmahörande i Sydostasien men odlade också i bland annat Östafrika. Bland de viktigaste odlade arterna som kan gå under namnet ostindisk arrowrot kan nämnas Curcuma angustifolia och Curcuma leucorrhiza. Rotstocken är stärkelserik och som mald utgör den ämnet gurkmeja. Den ger också ett gult färgämne, kurkumin, samt ingår som en viktig del i currypulver.

### Brasiliansk arrowrot
Med "brasiliansk arrowrot" eller "brasiliansk arrow" avses rotknölar eller stärkelse erhållen från maniok (Manihot esculenta, synonym: Manihot utilissima) eller stärkelse erhållen från sötpotatis (Ipomoea batatas).

### Röd arrowrot
Röd arrowrot avser Canna indica (synonym: Canna edulis), en kannaväxt med ursprung från tropiska Amerika, men som också har kallats "indisk arrowrot" eller "australisk arrowrot", beroende på var den senare odlats och importerats från. Stärkelsen från denna växt kallas mer specifikt tulemastärkelse eller tolomanstärkelse.

### Tahitiarrowrot
Tahitiarrowrot avser rotknölar eller stärkelse från Tacca leontopetaloides (synonym: Tacca pinnatifida).

### Japansk arrowrot
Japansk arrowrot avser Pueraria montana var. lobata, också kallad "kudzu-arrowrot" eller "kuzu-arrowrot".